# Saizy
Saizy – miejscowość i gmina we Francji, w regionie Burgundia-Franche-Comté, w departamencie Nièvre.
Według danych na rok 1990 gminę zamieszkiwały 154 osoby, a gęstość zaludnienia wynosiła 12 osób/km² (wśród 2044 gmin Burgundii Saizy plasuje się na 757. miejscu pod względem liczby ludności, natomiast pod względem powierzchni na miejscu 755.).